# Río Ardèche
El río Ardèche (en occitano Ardecha) es un río de Francia, un afluente por la derecha del río Ródano. Nace en el bosque de Mazan, en el municipio de Astet y desemboca tras un curso de 120 kilómetros por el departamento de su mismo nombre y, en su tramo final, por el de Gard, concretamente en la ciudad de Pont-Saint-Esprit.
Su cuenca abarca 2429 km². Se producen crecidas en otoño y primavera, y estiajes en verano. Tuvo riadas en 1827, 1890 y 1924.
La ciudad más importante de su curso es Aubenas. Las gargantas (gorges) del Ardèche son un importante atractivo turístico.

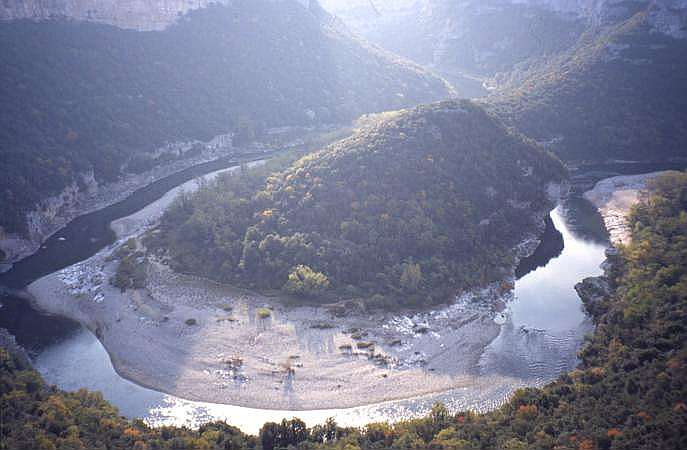
El circo de la Madeleine en las Gargantas del Ardèche.

- Datos: Q640263
- Multimedia: Ardèche River / Q640263